# Apatow Productions
La Apatow Productions è una casa di produzione statunitense, fondata da Judd Apatow nel 1999.

## Team Apatow
Seth Rogen, Paul Rudd, Jason Segel, Jonah Hill, Justin Long, Michael Cera ed i membri del Frat Pack: Owen Wilson, Jack Black, Will Ferrell, Ben Stiller e Steve Carell con i quali spesso hanno lavorato assieme in svariate opere cinematografiche, tutte caratterizzate da uno sfondo comico o demenziale, in veste di attori principali e spesso anche in ruoli secondari o in camei. Da molti il Team Apatow è considerato parte integrante del Frat Pack.

## Filmografia
- Anchorman - La leggenda di Ron Burgundy (Anchorman: The Legend of Ron Burgundy), regia di Adam McKay (2004)
- Derby in famiglia (Kicking & Screaming), regia di Jesse Dylan (2005)
- 40 anni vergine (The 40 Year Old Virgin), regia di Judd Apatow (2005)
- Ricky Bobby - La storia di un uomo che sapeva contare fino a uno (Talladega Nights: The Ballad of Ricky Bobby), regia di Adam McKay (2006)
- Molto incinta (Knocked Up), regia di Judd Apatow (2007)
- Su×bad - Tre menti sopra il pelo (Superbad), regia di Greg Mottola (2007)
- Walk Hard - La storia di Dewey Cox (Walk Hard: The Dewey Cox Story), regia di Jake Kasdan (2007)
- Drillbit Taylor - Bodyguard in saldo (Drillbit Taylor), regia di Steven Brill (2008)
- Strafumati (Pineapple Express), regia di David Gordon Green (2008)
- Non mi scaricare (Forgetting Sarah Marshall), regia di Nicholas Stoller (2008)
- Fratellastri a 40 anni (Step Brothers), regia di Adam McKay (2008)
- Anno uno (Year One), regia di Harold Ramis (2009)
- Funny People, regia di Judd Apatow (2009)
- In viaggio con una rock star (Get Him to the Greek), regia di Nicholas Stoller (2010)
- Le amiche della sposa (Bridesmaids), regia di Paul Feig (2011)
- Nudi e felici (Wanderlust), regia di David Wain (2012)
- Questi sono i 40 (This Is 40), regia di Judd Apatow (2012)
- Tutto può cambiare (Begin Again), regia di John Carney (2013)
- Facciamola finita (This Is the End), regia di Evan Goldberg e Seth Rogen (2013)
- Un disastro di ragazza (Trainwreck), regia di Judd Apatow (2015)
- Il re di Staten Island (The King of Staten Island), regia di Judd Apatow (2020)